# Кац, Хартмут
Хартмут Кац (нем. Hartmut Katz; 9 июля 1943, Штутгарт — 26 сентября 1996, Мюнхен) — немецкий филолог-уралист, селькуповед, доктор филологии Мюнхенского университета.

## Биография
Увлёкся самодийскими языками в 1965 году после знакомства с одним из основоположников германского фино-угроведения Эрнстом Леви (Ernst Lewy, 1881—1966).
С 1962 года учился в Университете Людвига-Максимилиана в Мюнхене, сначала изучал классическую филологию, затем индогерманистику, индологию и хеттологию.
В 1965 году в Дублине брал частные уроки по финно-угорским языкам у Эрнста Леви. Вернувшись в Мюнхен, изучал финноугристику. Ездил учиться в Турку и Будапешт.
В 1975 году защитил докторскую диссертацию «Generative Phonologie und phonologische Sprachbünde des Ostjakischen und Samojedischen».
В 1976—1978 гг. ассистент в Университете Вены. С 1978 года научный сотрудник Мюнхенского университета.
Автор книги «Studien zu den älteren indoiranischen Lehnwörtern in den uralischen Sprachen» (1986).